# Heksanska kiselina
Heksanska kiselina (kapronska kiselina) je karboksilna kiselina izvedena iz heksana sa opštom formulom , odnosno konkretnije {\displaystyle {\ce {CH_3CH_2CH_2CH_2CH_2COOH}}}. Ona je bezbojna uljasta tečnost sa mirisom koji je mastan, sličan kozjem siru.. Ona je masna kiselina koja je zastupljena u prirodi u mnoštvu životinjskih masti i ulja. Ona je hemikalija koja daje kori ginko semena karakteristični neprijatni zadah. Primarna upotreba heksanske kiseline je u proizvodnji njenih estara za veštačke ukuse, i u proizvodnji heksil derivat, kao što su heksilfenoli.
Soli i estri ove kiseline su poznati kao heksanoati ili kaproati.